# Dekanat horecki
Dekanat horecki – jeden z ośmiu dekanatów wchodzących w skład eparchii mohylewskiej i mścisławskiej Egzarchatu Białoruskiego Patriarchatu Moskiewskiego.

## Parafie w dekanacie
- Parafia św. Trójcy w Czerniewce
  - Cerkiew św. Trójcy w Czerniewce
- Parafia Przemienienia Pańskiego w Drybinie
  - Cerkiew Przemienienia Pańskiego w Drybinie
- Parafia św. Mikołaja Cudotwórcy w Górach
  - Cerkiew św. Mikołaja Cudotwórcy w Górach
- Parafia Ikony Matki Bożej ,,Wspomagająca Chlebem" w Horkach
  - Cerkiew Ikony Matki Bożej ,,Wspomagająca Chlebem" w Horkach
- Parafia Wniebowstąpienia Pańskiego w Horkach
  - Cerkiew Wniebowstąpienia Pańskiego w Horkach
- Parafia Wszystkich Świętych Białoruskich w Horkach
  - Cerkiew Wszystkich Świętych Białoruskich w Horkach
- Parafia Opieki Matki Bożej w Kiszczycach
  - Cerkiew Opieki Matki Bożej w Kiszczycach
- Parafia św. Jerzego Zwycięzcy w Korowczynie
  - Cerkiew św. Jerzego Zwycięzcy w Korowczynie
- Parafia Ikony Matki Bożej ,,Siedmiostrzelna" w Leninie
  - Cerkiew Ikony Matki Bożej ,,Siedmiostrzelna" w Leninie
- Parafia św. Piotra i św. Pawła w Owsiance
  - Cerkiew św. Piotra i św. Pawła w Owsiance
- Parafia św. Trójcy w Riaśnie
  - Cerkiew św. Trójcy w Riaśnie

## Galeria

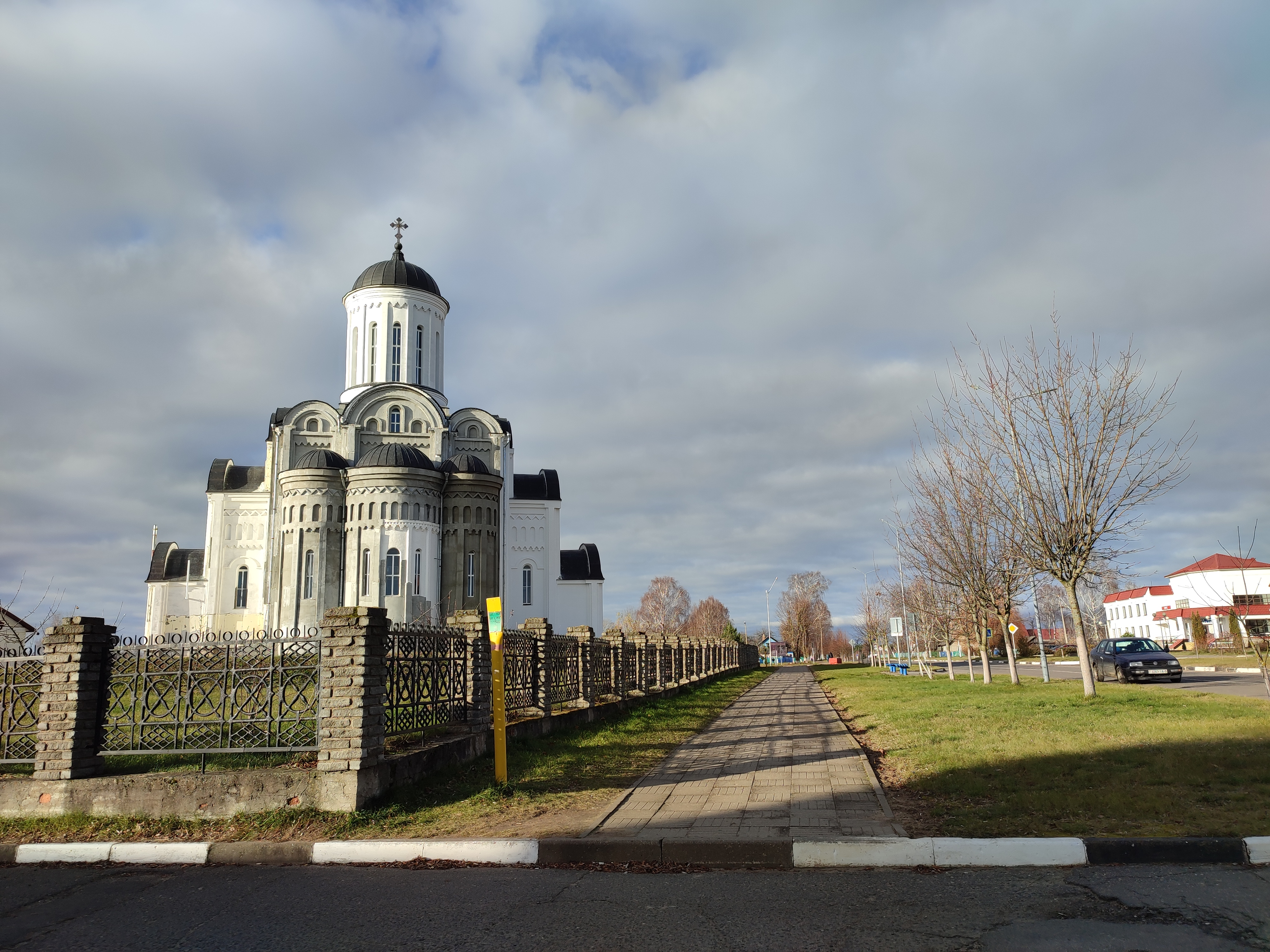
Cerkiew Przemienienia Pańskiego w Drybinie
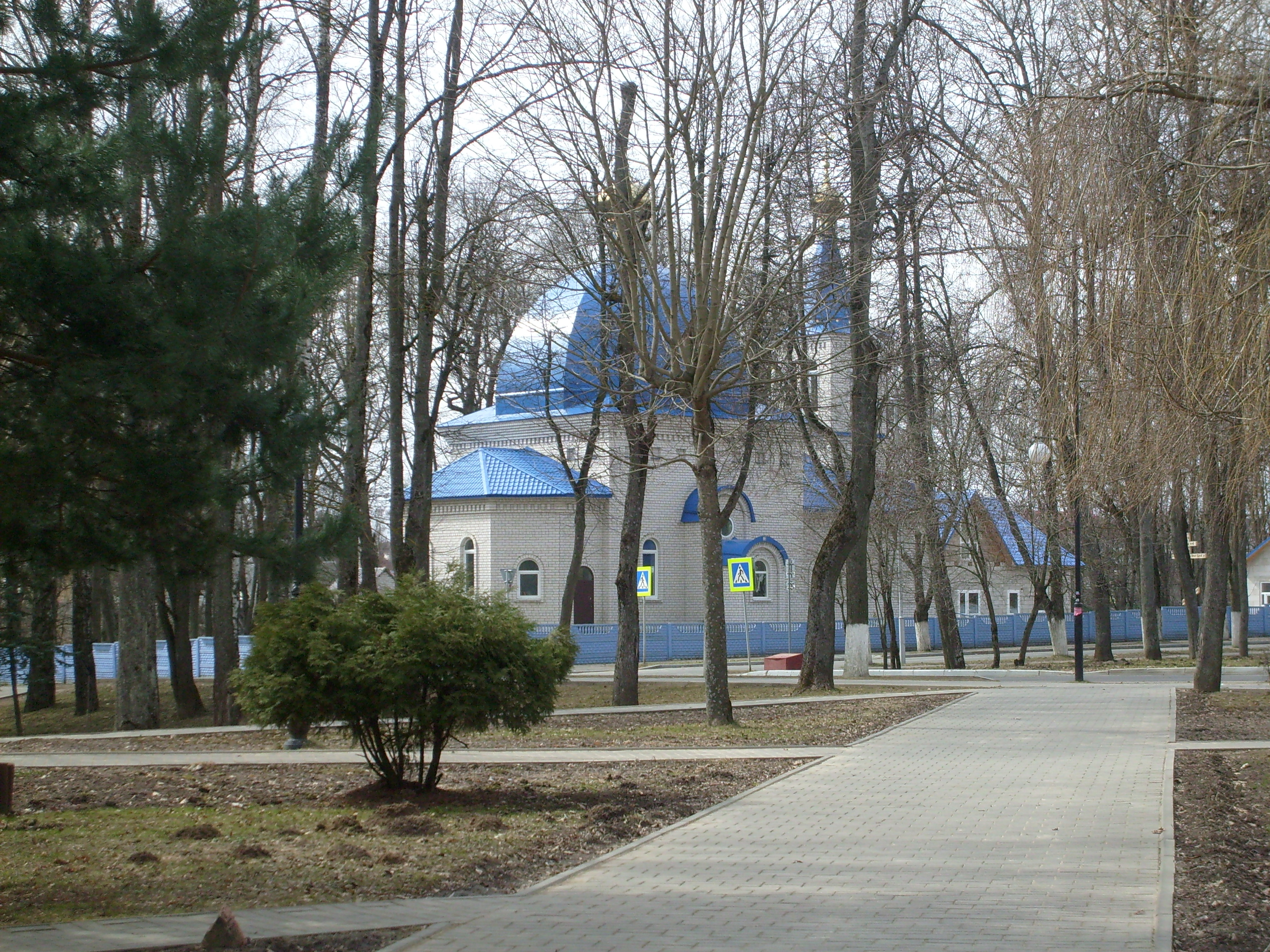
Cerkiew Ikony Matki Bożej ,,Wspomagająca Chlebem" w Horkach
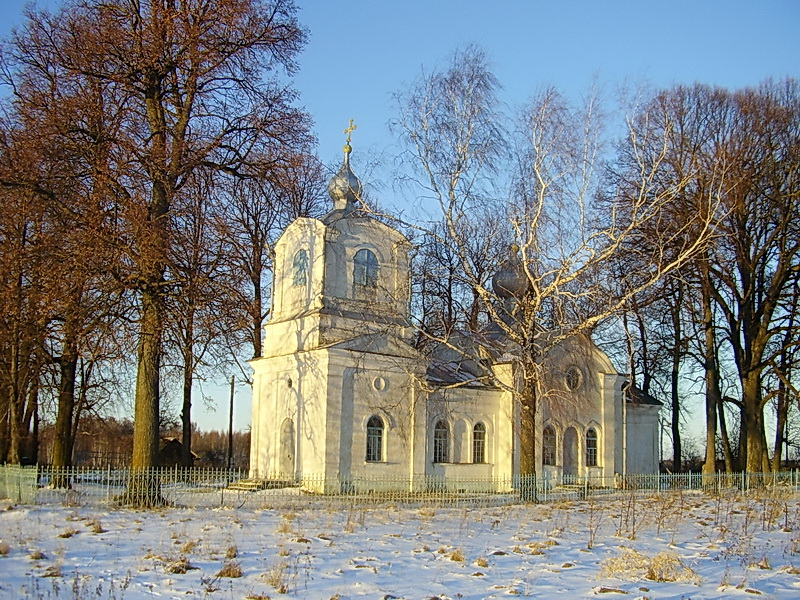
Cerkiew Opieki Matki Bożej w Kiszczycach
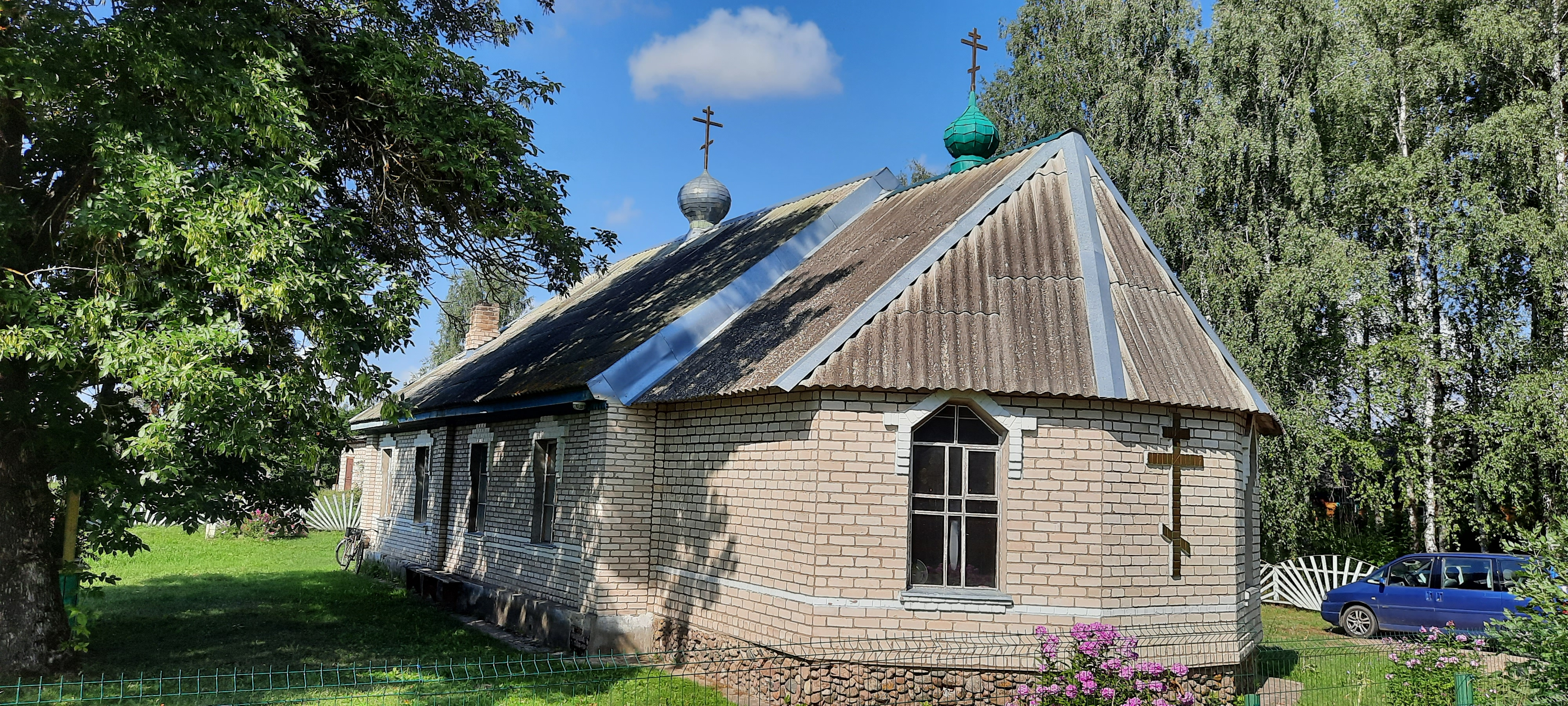
Cerkiew św. Trójcy w Riaśnie